# Arkyd-100

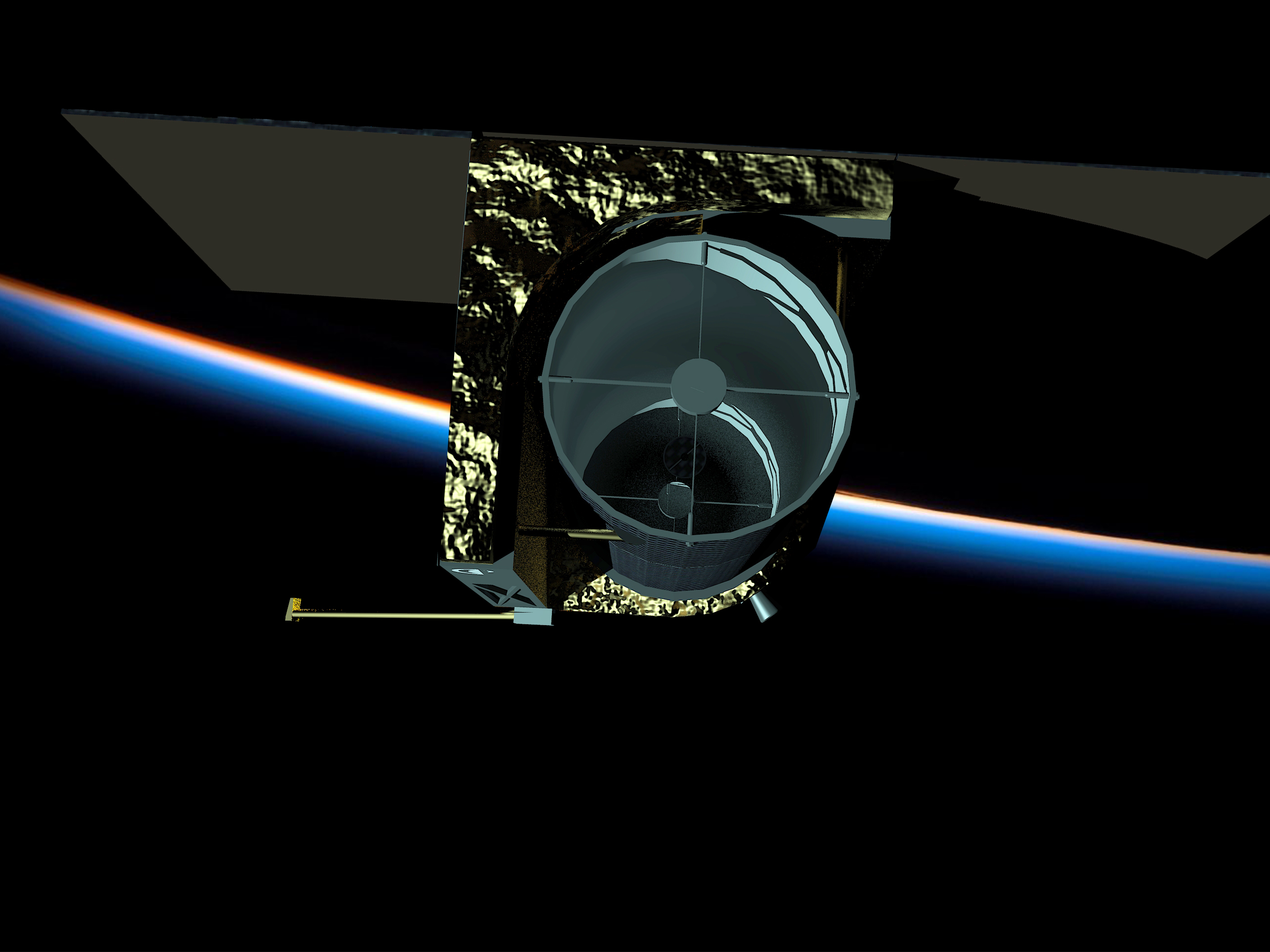
O Arkyd-100.

O Arkyd-100 era um telescópio espacial comercial que estava sendo desenvolvido pela Planetary Resources e que estava previsto para ser lançado ao espaço no ano de 2015, porém foi cancelado. Ele faria parte da série de satélites Arkyd que seria a primeira etapa do projeto da Planetary Resources, que foi apresentada emm2012 como uma empresa mineradora de asteroides.

## Características
O Arkyd-100 iria fornecer a empresa as tecnologias de naves espaciais essenciais necessárias para a prospecção de asteroides ao criar o primeiro telescópio espacial ao alcance do cidadão comum. O Arkyd-100 conteria as estruturas críticas, aviônica, determinação de atitude e de controle e instrumentação que permitem a exploração de asteroides com baixo custo.
O Telescópio Espacial Arkyd-100 proporcionaria uma vista da superfície terrestre e do espaço profundo, incluindo as ricas áreas, praticamente inexploradas entre a Terra e o Sol. Centrado à sua configuração e funcionalidade seria um sistema de imagem de precisão. A câmara do telescópio Arkyd-100 iria fornecer observações celestes e terrestres detalhadas onde quiser e quando quiser. O Arkyd-100 seria capaz de observar asteroides próximos da Terra durante uma órbita, em seguida, pode ser usado para novas tarefas como a observação da floresta tropical na próxima.